# Não Viva em Vão
"Não Viva em Vão" é o primeiro single do álbum Ritmo, Ritual e Responsa da banda brasileira de rock, Charlie Brown Jr..

## Desempenho nas Paradas Musicais
| Ano  | Single            | Charts      | Charts         | Charts       | Charts    | Charts        | Charts | Charts | Álbum                    |
| Ano  | Single            | BRA Hot 100 | BRA Hit Parade | BRA Year End | Bill. BRA | Bill. Pop BRA | HSPN   | POR    | Álbum                    |
| ---- | ----------------- | ----------- | -------------- | ------------ | --------- | ------------- | ------ | ------ | ------------------------ |
| 2007 | "Não Viva em Vão" | 15          | 17             | —            | —         | —             | —      | —      | Ritmo, Ritual e Responsa |

## Prêmios e Indicações
| Ano  | Prêmio                      | Indicação         | Resultado | Notas    | Ref.  |
| ---- | --------------------------- | ----------------- | --------- | -------- | ----- |
| 2007 | MTV Video Music Brasil 2007 | Videoclipe do Ano |           | Indicado | [ 1 ] |